# Nikos Anastopoulos
Nikos Anastopoulos (Dafni, 22 januari 1958) is een Grieks voormalig voetballer en trainer die speelde als aanvaller.

## Carrière
Anastopoulos speelde één seizoen bij AO Dafnis maar verliet de club voor Panionios waar hij bleef spelen tot 1980. Hij veroverde de beker in 1979. Hij speelde van 1980 tot 1987 voor Olympiakos Piraeus en scoorde meer dan 100 keer voor de club. Hij won met hen de landstitel in 1981, 1982, 1983 en 1987 en de beker in 1981. In dezelfde periode werd hij vier keer topschutter, in 1982/83, 1983/84, 1985/86 en 1986/87. In het seizoen 1982/83 waren zijn 29 doelpunten goed voor de bronzen schoen samen met Charlie Nicholas van Celtic. Hij moest enkel Peter Houtman en Fernando Gomes voor laten gaan.
Na zijn periode bij Olympiakos speelde hij van 1987 tot 1988 voor de Italiaanse Serie A-club US Avellino. Hij speelde er 16 wedstrijden maar kon niet scoren en vertrok aan het einde van het seizoen terug naar Panionios. Bij hen bleef hij spelen tot in 1989, maar verliet de club alweer na één seizoen voor Olympiakos Piraeus.
In zijn tweede periode bij Olympiakos Piraeus veroverde hij de landstitel in 1990 en 1992. Hij speelde nog één seizoen voor Ionikos, om daarna in 1994 zijn carrière te eindigen bij Olympiakos.
Hij speelde 73 interlands voor Griekenland, waarin hij 29 keer kon scoren, waarmee hij topschutter is van de Griekse ploeg. Hij nam met de Griekse ploeg deel aan het EK voetbal 1980. Van 1983 tot 1989 was hij aanvoerder van het Griekse team.
Na zijn spelerscarrière werd hij coach van een groot aantal Griekse clubs. Hij begon met zijn coachingscarrière een jaar nadat hij gestopt was met spelen bij Panelefsiniakos FC, de clubs volgde elkaar snel op en zo passeerde nog voor 2000 Panetolikos, PAS Giannina, terug Panelefsiniakos FC en MGS Panserraikos.
Tussen 2000 en 2010 coachte hij drie keer PAS Giannina waarmee hij in 2002 de Football League. Die won hij opnieuw in 2009 met AO Kavala. Verder stond hij nog aan het roer bij Panachaiki GE, GS Kallithea, PAE Kerkyra, Aris FC en Ionikos.
In 2010 nam hij het roer over bij OFI Kreta waar hij twee seizoen coach zou zijn. De volgende jaren trainde hij weer meerdere clubs. Hij was nog trainer bij Atromitos FC, Platanias FC, Panionios, OFI Kreta, Aris FC, PAE Kerkyra e  in 2020 ging hij aan de slag bij Kalamata FC.

## Erelijst

### Als speler
- Panionios
  - Griekse voetbalbeker: 1979
- Olympiakos Piraeus
  - Landskampioen: 1981, 1982, 1983, 1987, 1990, 1992
  - Griekse voetbalbeker: 1981
  - Topschutter: 1982/83, 1983/84, 1985/86, 1986/87

### Als coach
- PAS Giannina
  - Football League: 2002
- AO Kavala
  - Gamma Ethniki: 2008
- Aris FC
  - Gamma Ethniki: 2016